# Muskats internationella flygplats
Muskats internationella flygplats, engelska: Muscat International Airport tidigare Seeb internationella flygplats, är en internationell flygplats i Oman. Den ligger nära staden as-Sib (Seeb) cirka 32 kilometer väster om den äldre delen av landets huvudstad  Muskat och är landets största flygplats.